# 大信村
大信村（たいしんむら）は、福島県にあった村である。
2005年11月7日に白河市などと合併し、廃止した。

## 地理
西部の丘陵部から隈戸川が東に向かって流れる。役場はやや東寄りに位置する。
- 山：権太倉山、丹波楯山
- 河川：隈戸川

### 隣接していた自治体
- 白河市
- 西白河郡泉崎村
- 西白河郡矢吹町
- 岩瀬郡天栄村
- 西白河郡西郷村

## 歴史

### 年表
- 1955年（昭和30年）4月10日 - 大屋村・信夫村が合併して大信村が発足。
- 1975年（昭和50年）4月1日 - 国道294号の栃木県芳賀郡益子町 - 福島県白河市 - 福島県会津若松市の区間が制定。
- 2005年（平成17年）11月7日 - （旧）白河市・表郷村・東村と合併し白河市が発足。同日大信村廃止。

### 行政区域変遷
- 変遷の年表

| 大信村村域の変遷（年表） | 大信村村域の変遷（年表） | 大信村村域の変遷（年表） |
| 年                       | 月日                     | 旧大信村村域に関連する行政区域変遷 |
| ------------------------ | ------------------------ | --- |
| 1889年（明治22年）       | 4月1日                   | 町村制施行により、以下の村が発足。 - 岩瀬郡 - 大屋村 ← 下小屋村・隈戸村・大里村 - 西白河郡 - 信夫村 ← 増見村・町屋村・上新城村・中新城村・下新城村・豊地村 |
| 1955年（昭和24年）       | 4月1日                   | 大屋村の一部（大里）が分立し大里村が発足。 |
| 1951年（昭和26年）       | 4月1日                   | 大屋村が岩瀬郡から西白河郡に移行。西白河郡大屋村になる。                                                                                                   |
| 1955年（昭和30年）       | 4月10日                  | 大屋村・信夫村が合併して大信村が発足。 |
| 2005年（平成17年）       | 11月7日                  | （旧）白河市・表郷村・東村とともに合併し白河市が発足。同日大信村は石井。                                                                                   |

- 変遷表

| 大信村村域の変遷表  | 大信村村域の変遷表 | 大信村村域の変遷表 | 大信村村域の変遷表  | 大信村村域の変遷表 | 大信村村域の変遷表            | 大信村村域の変遷表     | 大信村村域の変遷表     | 大信村村域の変遷表 |
| 1868年 以前         | 1868年 以前        | 1868年 以前        | 明治元年 - 明治22年 | 明治22年 4月1日    | 明治22年 - 昭和64年           | 明治22年 - 昭和64年    | 平成元年 - 現在        | 現在               |
| ------------------- | ------------------ | ------------------ | ------------------- | ------------------ | ----------------------------- | ---------------------- | ---------------------- | ------------------ |
| 岩瀬郡              |                    | 下小屋村           | 下小屋村            | 大屋村 の一部      | 昭和26年4月1日 西白河郡に移行 | 昭和30年4月10日 大信村 | 平成17年11月7日 白河市 | 白河市             |
| 岩瀬郡              |                    | 上小屋村           | 明治9年 隈戸村      | 大屋村 の一部      | 昭和26年4月1日 西白河郡に移行 | 昭和30年4月10日 大信村 | 平成17年11月7日 白河市 | 白河市             |
| 岩瀬郡              | 滑里川村           |                    | 明治9年 隈戸村      | 大屋村 の一部      | 昭和26年4月1日 西白河郡に移行 | 昭和30年4月10日 大信村 | 平成17年11月7日 白河市 | 白河市             |
| 白河郡 （西白河郡） |                    | 増見村             | 増見村              | 信夫村             | 信夫村                        | 昭和30年4月10日 大信村 | 平成17年11月7日 白河市 | 白河市             |
| 白河郡 （西白河郡） | 町屋村             |                    |                     | 信夫村             | 信夫村                        | 昭和30年4月10日 大信村 | 平成17年11月7日 白河市 | 白河市             |
| 白河郡 （西白河郡） | 上新城村           |                    |                     | 信夫村             | 信夫村                        | 昭和30年4月10日 大信村 | 平成17年11月7日 白河市 | 白河市             |
| 白河郡 （西白河郡） | 中新城村           |                    |                     | 信夫村             | 信夫村                        | 昭和30年4月10日 大信村 | 平成17年11月7日 白河市 | 白河市             |
| 白河郡 （西白河郡） | 下新城村           |                    |                     | 信夫村             | 信夫村                        | 昭和30年4月10日 大信村 | 平成17年11月7日 白河市 | 白河市             |
| 白河郡 （西白河郡） |                    | 飯土用村           | 明治9年 豊地村      | 信夫村             | 信夫村                        | 昭和30年4月10日 大信村 | 平成17年11月7日 白河市 | 白河市             |
| 白河郡 （西白河郡） | 大谷地村           |                    | 明治9年 豊地村      | 信夫村             | 信夫村                        | 昭和30年4月10日 大信村 | 平成17年11月7日 白河市 | 白河市             |

## 姉妹都市

### 国内
- 戸田市
  - 1993年姉妹都市締結

## 交通（廃止直前）
国道294号が中心部を南北に走り、南隣の白河市に接続する。主要地方道の福島県道58号矢吹天栄線が村の東西を接続する。最寄りのICは東北自動車道矢吹ICで、料金所などは矢吹町側にあるが、ランプ部分が大信村にかかっている。

### 道路
- 一般国道
  - 国道294号
- 主要地方道
  - 福島県道58号矢吹天栄線
- 一般県道
  - 福島県道281号増見小田倉線
  - 福島県道282号十日市矢吹線

## 田園町府
大信村は、村が造成した宅地に「田園調布」という名前をつけようとしたが、東京都大田区の田園調布会に相談したところ難色を示されたため、字を変えて「田園町府」とした。この村には他に「赤坂」という宅地や「青山墓地」という村営墓地など、東京の地名・施設名と同じものがあった。